# Mascota (kommun)
Mascota är en kommun i Mexiko.   Den ligger i delstaten Jalisco, i den centrala delen av landet, 600 km väster om huvudstaden Mexico City. Antalet invånare är 104 045. Arean är 1 591 kvadratkilometer.
Terrängen i Mascota är bergig.
Följande samhällen finns i Mascota:
- Mascota
- Mirandilla
- El Pantano
- El Jacal
- Guayabitos